# FA Šiauliai
Maillots
Actualités
Le Šiaulių Futbolo Akademija, plus couramment abrégé en FA Šiauliai, est un club professionnel lituanien de football fondé en 2007 et basé dans la ville de Šiauliai.
L'équipe participe à la A Lyga, la première division lituanienne.

## Bilan sportif

### Palmarès
| Compétitions nationales                                                                          |
| ------------------------------------------------------------------------------------------------ |
| - Championnat de Lituanie D2 (1) : - Vainqueur : 2021. - Coupe de Lituanie : - Finaliste : 2023. |

### Bilan européen
Légende
- Victoire ou qualification pour le tour suivant
- Match nul
- Défaite ou élimination de la compétition

Note : dans les résultats ci-dessous, le score du club est toujours donné en premier
| Saison    | Compétition      | Tour           | Club            | Domicile | Extérieur | Total |
| --------- | ---------------- | -------------- | --------------- | -------- | --------- | ----- |
| 2024-2025 | Ligue Conférence | Premier tour Q | Levadia Tallinn | 0 - 2    | 0 - 0     | 0 - 2 |

## Personnalités du club

### Présidents du club
- Deivis Kančelskis

### Entraîneurs du club
- 2017-2020 :  Renatas Vestartas
- 2021-2024 :  Mindaugas Čepas[3];
- 2024–0000 :  Dainis Kazakevičs[4],[5]

### Joueurs du club

#### Effectif professionnel actuel
21 décembre 2024 
| 1  | Drapeau de la Lituanie | G | Lukas Paukštė        |  |  |  |  |  |
| 61 | Drapeau de la Lituanie | G | Gustas Baliutavičius |  |  |  |  |  |
|    |                        |   |                      |  |  |  |  |  |
| 3  | Drapeau de la Lituanie | D | Vytas Gašpuitis      |  |  |  |  |  |
| 44 | Drapeau de la Lituanie | D | Martynas Dapkus      |  |  |  |  |  |
|    |                        |   |                      |  |  |  |  |  |

| 11 | Drapeau de la Lituanie | M | Deividas Šešplaukis    |  |  |  |  |  |
| 13 | Drapeau de la Lituanie | M | Daniel Romanovskij     |  |  |  |  |  |
| 17 | Drapeau de la Lituanie | A | Eligijus Jankauskas    |  |  |  |  |  |
| 30 | Drapeau de la Lituanie | M | Emilis Gasiūnas        |  |  |  |  |  |
|    |                        |   |                        |  |  |  |  |  |
| 9  | Drapeau de la Lituanie | A | Augustinas Klimavičius |  |  |  |  |  |
|    |                        |   |                        |  |  |  |  |  |

#### Joueurs emblématiques du club
- Algis Jankauskas (2021-2022)
- Eligijus Jankauskas (depuis 2022-)